# 13349 Yarotsky
13349 Yarotsky este o planetă minoră (asteroid), cu un diametru de 7,281 km, din centura de asteroizi. A fost descoperită pe 26 septembrie 1998 la Magdalena Ridge Observatory⁠(d) de Lincoln Near-Earth Asteroid Research. 
Obiectul prezintă o orbită caracterizată de o semiaxă mare de 2,7464661 UAi, o excentricitate de 0,04, o înclinație de 4,6866 ° în raport cu ecliptica.